# KlangArt

Logo der KlangArt-Biennale 1991

Das  KlangArt-Festival war ein internationales Musikfestival in Osnabrück (Niedersachsen). Es fand als Biennale von 1991 bis 2001 an mehreren Tagen jeweils im Mai oder Juni statt und wurde von der Stadt Osnabrück in vertraglicher Kooperation mit der Universität Osnabrück veranstaltet. Die Gesamtveranstaltung bestand aus dem eigentlichen Festival mit Konzertveranstaltungen, dem wissenschaftlichen Kongress Neue Musiktechnologie an der Universität und der Fachausstellung MusiTec.
Die KlangArt beschäftigte sich seit der ersten Veranstaltung 1991 mit der thematischen Aufarbeitung der künstlerischen Wechselwirkung von Musik und Technik. Deren Eigendynamik – nicht zuletzt bedingt durch die rasante Entwicklung der Digitalisierung von Kommunikations-, Medien- und Instrumententechnologien, wurde mit ihren kulturellen Folgen in wissenschaftlicher, künstlerischer und pädagogischer Hinsicht untersucht. Das Konzept der Veranstaltung legte ausdrücklich Wert auf innovative und experimentelle Entwicklungen, ohne dass bestimmte musikalische Stilrichtungen bevorzugt oder einengende ästhetische Wertvorstellungen als Grundlage für die Auswahl von Künstlern oder wissenschaftliche Präsentationen bestimmend waren.
Zusammengenommen bildeten die drei KlangArt-Säulen – das Festival, der Kongress und die MusiTec – ein zukunftsweisendes multimediales Gesamtkonzept, das in dieser Kombination und programmatischen Dichte wohl einzigartig war.
Der wissenschaftliche Kongress Neue Musiktechnologie wurde von der Forschungsstelle Musik- und Medientechnologie (FMT) an der Universität Osnabrück organisiert (Leitung: Bernd Enders), das Festival und die Ausstellung MusiTec wurden im Auftrag der Stadt Osnabrück gestaltet.

## Geschichte
Im Rahmen der verschiedenen KlangArt-Veranstaltungen wurden internationale Künstler und Wissenschaftler engagiert, aber auch junge Talente, u. a. mit Auftragskompositionen, gefördert.
1991 begann das erste Festival u. a. mit Karlheinz Stockhausen, Oskar Sala, Clarence Barlow, Holger Czukay, Einstürzende Neubauten, John Cale, Klaus Doldinger, Blue Chip Orchestra.
1993 traten Peter Michael Hamel, York Höller, Johannes Fritsch, Barbara Dennerlein, Jasper van’t Hof ("Pili Pili") sowie die Gruppe Kraftwerk u. a. auf.
1995 wirkten u. a. mit: Lidija Kawina, Hans-Joachim Roedelius, Groupe de recherches musicales (INA GRM Paris) mit dem Acousmonium, Markus Stockhausen, Fred Frith & Bob Ostertag, Peter Vogel mit der KlangWand, Hans Ulrich Humpert,
Thomas Kessler.
Bei den weiteren Festival-Veranstaltungen wirkten u. a. mit: Tangerine Dream ("Mars Polaris"), Josef Anton Riedl, Sam Auinger, Robin Minard, Ludger Brümmer, Sabine Schäfer, Bernd Kistenmacher, Tadashi Endo, Gottfried Michael Koenig, Hubert Bognermayr (Blue Chip Orchestra), Friedrich Gauwerky u. v. a. Von der ersten KlangArt im Jahre 1991 wurde ein CD mit wichtigen Produktionen veröffentlicht. Klaus Schulze produzierte 2001 das Album Live @ KlangArt, Teil 1 und 2.
Einige Komponisten hielten auch Vorträge bei den parallel veranstalteten KlangArt-Kongresse an der Universität Osnabrück mit jeweils 30–40 Referenten. Alle Kongresse wurden von wissenschaftlichen Fördereinrichtungen finanziell unterstützt; die Vorträge und Podiumsdiskussionen wurden in sechs Kongreßbänden publiziert.
2001 wurde die letzte KlangArt veranstaltet, da die Stadt Osnabrück aufgrund von Sparmaßnahmen die finanzielle und organisatorische Förderung einstellte. Der Name "KlangArt", der 1990 in einem gemeinsamen Brainstorming des Organisationsteams kreiert wurde, führte nach dem Ende des Osnabrücker Festivals zu einer Flut gleichnamiger Benennungen bei Ensembles, Musikgeschäften, Festivals, Ausbildungsstätten u. a. m.

## Auftragskompositionen
- Peter Jan Marthé: AlpenRauschSymphony, 1991, Live-Performance Rathaus/Marktplatz Osnabrück [CD: Slow Motion Records 1992, LC 6374]
- Luca Francesconi: Konzert für Klarinette und Elektronik, mit dem Osnabrücker Symphonieorchester, Osnabrücker Stadthalle, 1993
- Peter Florian: OSmose – Großperformance Rathaus/Marktplatz Osnabrück, 1993
- Peter Michael Hamel: Le Tombeau de Messiaen für E-Orgel, Stadthalle, 1993
- Vladimir Ivanoff: Metamorphosen für Chor und Elektronik, Osnabrücker Dom, 1993
- Roland Pfrengle: Später Schall für akustische Instrumente, elektronische Klangerzeuger und bewegliche Objekte, 1995[9], (die geplante Live-Performance am Markt vor dem Rathaus Osnabrück konnte wetterbedingt nicht realisiert werden)

## Uraufführungen, Erstaufführungen
- Vox: Lieder der heiligen Hildegard von Bingen, Diadema, 1991
- Mayako Kubo & tatoeba: Tanz der Zwölf Kimonos, 1991
- Blue Chip Orchestra: KlangKathedrale, 1991
- Steve Roach, Suso Saiz, Regina Quintero, Jorge Reyes, Elmar Schulte: Suspended Memories Forgotten Gods, 1993
- Willem Schulz: Klangstraße (Interaktive elektronische Raum- und Klanginstallation), 1993
- Marc Ainger: Lament (1994), dt. Erstaufführung, 1995
- Granulare Synthesen: Motion Control No. 5, dt. Erstaufführung, Dominikanerkirche Osnabrück, 1995
- Michael Matthews: Emptiness over emptiness (Tanzperformance), Dominikanerkirche Osnabrück, dt. Erstaufführung, 1995
- Willem Schulz: Cello unter Dampf, für Cello und 2 Dampfmaschinen, Museum Industriekultur Osnabrück, 1997